# Часовня памяти
Часовня памяти, или памятник-часовня — мемориальное сооружение, создаваемое проектом ветеранов военной контрразведки «Молчаливое эхо войны» в память о пропавших без вести и на местах братских захоронений времен Великой Отечественной войны.

## Типовая часовня
Типовая часовня памяти изготавливается из белого мрамора. Проект часовни выполнил московский скульптор Борис Матвеев. Часовня имеет архитектуру классической формы высотой около пяти метров. Изнутри часовня украшена георгиевским крестом — традиционным символом воинской славы. Георгиевский крест опирается на постамент в виде георгиевской ленты.
Такие часовни уже возведены в деревне Жидилов Бор Псковского муниципального района Псковской области (2009 г.), в Ельне Смоленской области (2010), в посёлке Невская Дубровка (Невский пятачок) Ленинградской области (2011), в Волгограде на Площади Чекистов (2012), в Калининграде в сквере на пересечении Гвардейского и Ленинского проспектов (2013), в парке победы в г. Севастополь (2014), в Волоколамске (2015), в Североморске (2016), в Воронеже (2023).
Всего планируется установить 47 подобных часовен.

## Галерея

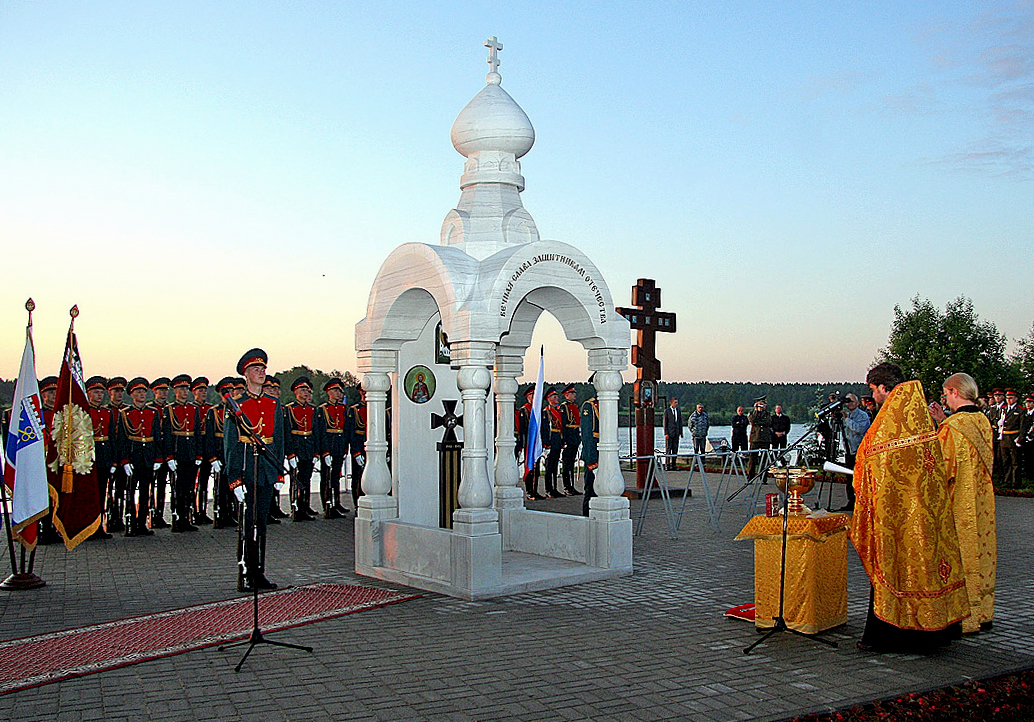
Часовня памяти в посёлоке Невская Дубровка (Невский пятачок 2011 г.)
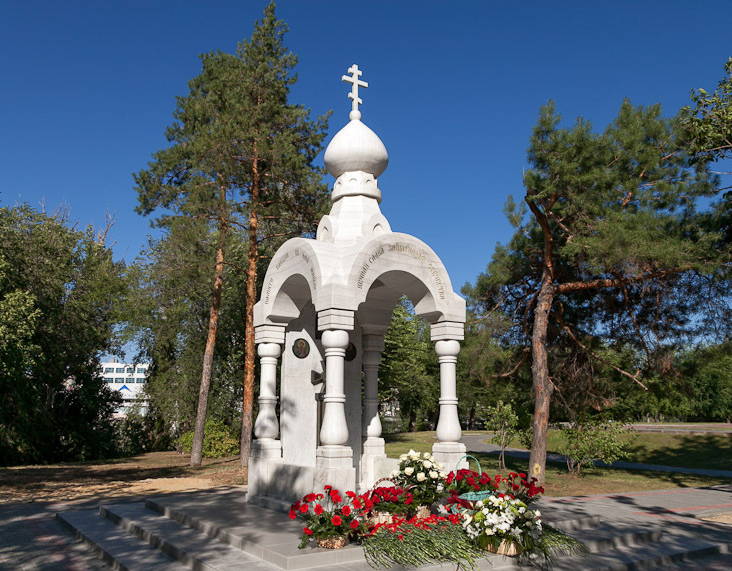
Часовня памяти в Волгограде 2012 г.
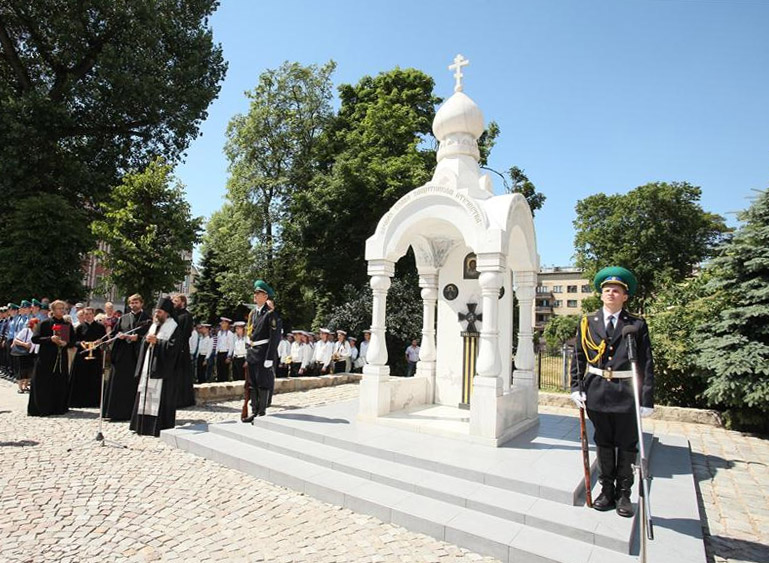
Часовня памяти в Калининграде 2013 г.
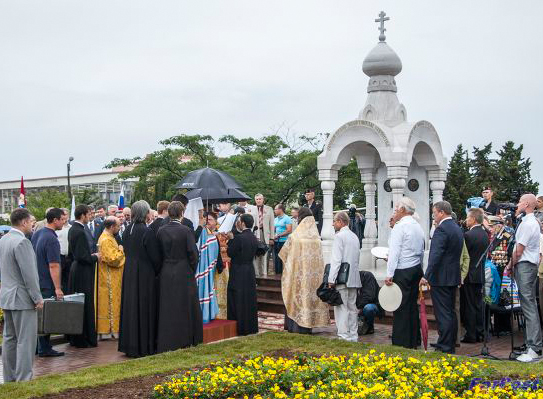
Часовня памяти в Севастополе 2014 г.

## Панорама
- Мемориальная часовня